# Baju Baew
Baju Jordanow Baew (bułg. Байо Йорданов Баев; ur. 5 stycznia 1941 w Małomirze) – bułgarski zapaśnik walczący w stylu wolnym. Dwukrotny olimpijczyk. Odpadł w eliminacjach turnieju w Meksyku 1968 i Monachium 1972, w kategorii do 52 kg.
Wicemistrz świata w 1965, 1970 i 1971. Zdobył pięć medali na mistrzostwach Europy w latach 1967 – 1972 roku.